# Hahnenkammafdaling

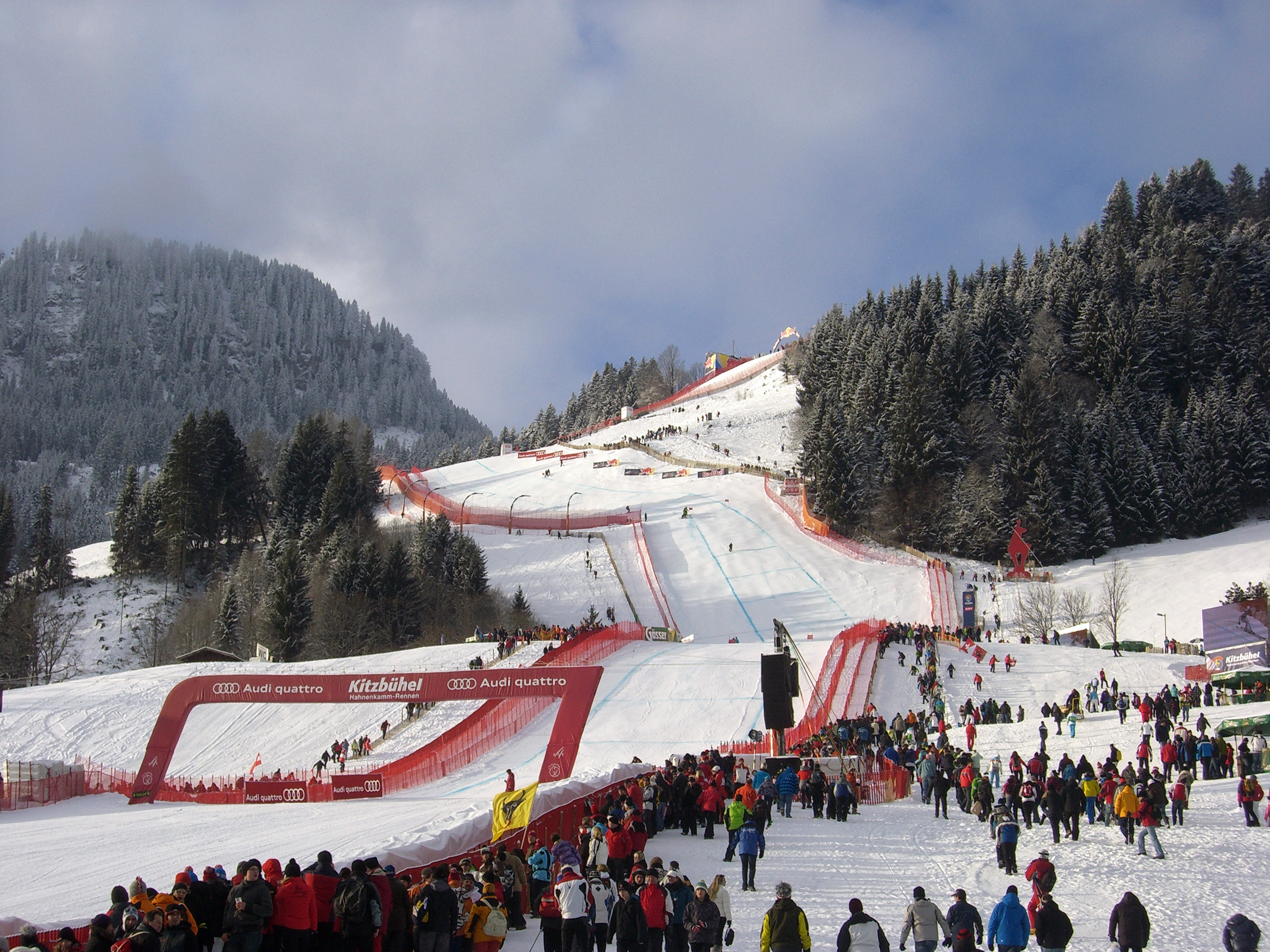
Hahnenkammrennen in 2011

De Hahnenkammafdaling, ook wel de Streif, is een skipiste bij Kitzbühel, die speciaal is aangelegd voor de afdaling. Ieder jaar in januari verzamelt de wereldtop van skiërs zich voor de afdaling van de Hahnenkamm, de belangrijkste afdaling van het seizoen.
De afdaling is onderdeel van skiwedstrijden om de wereldbeker, in verschillende alpine disciplines. Als er eerder in het jaar wedstrijden zijn afgelast, dan kan een extra afdaling worden toegevoegd. Er zijn dus jaren met twee Hahnenkammrennen. De wedstrijden worden al sinds 1931 gehouden, met alleen een langere onderbreking tijdens de Tweede Wereldoorlog. Recordwinnaar is de Zwitser Didier Cuche met vijf zeges.
Tegenwoordig wordt de wedstrijd alleen door mannen verreden, maar ook vrouwen mochten van de Hahnenkamm afdalen. Dat was van 1931 tot 1961, want daarna vond men het te gevaarlijk voor ze. De Nederlandse Gratia Schimmelpenninck van der Oye won in 1935 en 1936 twee keer de afdaling, een slalom en een combinatie.
Een deel van het wedstrijdparcours voor de afdaling is voor iedere wintersporter als rode piste in het skigebied Kitzbühel zelf te skiën. De afdaling is vanuit het dal te bereiken via de Hahnenkammbahn.

## Hahnenkammwedstrijden

### Drie- of meervoudig winnaars
| # | Afdaling          | Jaren                        |
| - | ----------------- | ---------------------------- |
| 5 | Didier Cuche      | 1998, 2008, 2010, 2011, 2012 |
| 4 | Franz Klammer     | 1975, 1976, 1977, 1984       |
| 4 | Karl Schranz      | 1966, 1969, 1972, 1972       |
| 3 | Beat Feuz         | 2021, 2021, 2022             |
| 3 | Dominik Paris     | 2013, 2017, 2019             |
| 3 | Luc Alphand       | 1995, 1995, 1997             |
| 3 | Franz Heinzer     | 1991, 1992, 1992             |
| 3 | Pirmin Zurbriggen | 1985, 1985, 1987             |